# Bulbul des Comores
Hypsipetes parvirostris
Espèce
Statut de conservation UICN

 NT  : Quasi menacé
Le Bulbul des Comores (Hypsipetes parvirostris) est une espèce de passereaux de la famille des Pycnonotidae.